# Жан-Дени Делетраз
Жан-Дени Делетраз (на немски: Jean-Denis Délétraz) е бивш пилот от Формула 1. Роден на 1 октомври 1963 година в Женева, Швейцария.

## Формула 1
Жан-Дени Делетраз прави своя дебют във Формула 1 в Голямата награда на Австралия през 1994 година. В световния шампионат записва 3 състезания като не успява да спечели точки. Състезава се за отборите на Ларус и Пасифик.